# Umkhonto We Sizwe
Umkhonto we Sizwe (o MK), (en català: fer de llança de la nació) era la branca militar del Congrés Nacional Africà (ANC) de Sud-àfrica que actuava en col·laboració amb el Partit comunista de Sud-àfrica contra el règim racista d'apartheid llavors al poder en aquest país d'Àfrica austral.
Umkhonto we Sizwe, en el seu mpunt més àlgid, va comptar amb entre 10.000 i 20.000 combatents, la majoria a l'exterior en camps d'entrenament a Angola, a Zàmbia, Moçambic, Botswana, i fins i tot a URSS i als països del pacte de Varsòvia. La seva força d'atac a Sud-àfrica estava essencialment composta de grups armats amb explosius i armes lleugeres. Si no va aconseguir durant molts anys crear una logística suficient per tenir una guerrilla urbana en àmplia escala, es va convertir en una referència simbòlica per als que lluitaven contra l'apartheid. fins a finals dels 80, en què aconseguí establir una xarxa més àmplia, introduir armament en majors quantitats i coordinar grups de combatents per preparar un moviment insurreccional en cas que no prosperessin les converses de pau que finalment acabaren amb l'apartheid. MK va estar en tot moment subordinat a la direcció política de l'ANC. .

## Història
La fundació d'Umkhonto We Sizwe (MK) és en part la conseqüència de la Massacre de Sharpeville el març de 1960 per la policia sud-africana. Albert Lutuli, el president de l'ANC, era reticent a la seva creació, ja que marcava un gir en la política de l'ANC que s'havia negat fins a aquell moment a recórrer a la violència i a la lluita armada. Havia donat tanmateix el seu acord a l'organització d'aquesta ala militar de l'ANC del qual l'alt comandament va ser confiat a Nelson Mandela (ANC) i a Joe Slovo (partit comunista).
EL MK va llançar el seu primer atac armat el 16 de desembre de 1961, festa nacional dels Afrikaners anomenat Dia del Vot en referència a la batalla de Blood River. L'organització va ser des de llavors considerada com una organització terrorista pel govern sud-africà.

### 1961-1969 de la campanya de sabotatge a la conferència de Morogoro
Entre 1961 i 1964, el MK va cometre 134 actes de sabotatge causant tanmateix danys menors.
El 1963, en resposta al descobriment per la policia de documents relatius a l'existència d'Umkhonto we Sizwe, i l'anomenada Operació Mayibuye. Nelson Mandela i diversos altres dirigents de l'ANC i de MK van ser arrestats i acusats de complot per a enderrocar el govern per la violència.
En el moment del seu procés, el Judici de Rivonia, que es va desenvolupar del 9 d'octubre de 1963 al 12 de juny de 1964, Nelson Mandela va explicar les raons del seu compromís en l'ANC i va imputar la creació d'Umkhonto we Sizwe a la repressió policíaca i a la violència del govern.
El lideratge de l'ANC arribà a la conclusió que la campanya de sabotatge no havia aconseguit l'objectiu de convèncer el règim de l'apartheid a negociar en una Convenció Nacional. Els líders de l'ANC i l'MK discutiren la possibilitat d'emprendre la guerra de guerrilles per fer avançar la lluita contra el règim racista
Però MK encara estava totalment desorganitzada al si del territori sud-africà. L'organització militar, dirigida per Joe Modise com a Comandant en Cap, es componia llavors de 800 guerrillers entrenats, amb bases a Tanzània, on se situava el quarter general de MK i en camps d'entrenaments de Txecoslovàquia o d'Odessa a la Unió soviètica. El 1967, l'organització va organitzar la seva primera acció d'envergadura contra les forces militars sud-africanes presents a Rhodèsia del Sud (Zimbabwe) on estaven en suport de les forces armades rhodesianes, l'operació Wankie fou fallida. Desenes de guerrillers intentaren entrar a Sud-àfrica, amb l'ajuda del moviment guerriller local ZANU. La majoria dels combatents van ser morts o empresonats. Alguns van aconseguir traspassar la frontera del Riu Zambezi.
El 1967-68 en col·laboració amb el Zimbabwe People's Revolutionary Army (ZIPRA) emprengué noves operacions per la infiltració d'operatius formats del MK a Sud-àfrica d'acord amb el concepte de guerra de guerrilles amb base rural. Aquesta nova campanya, anomenada Sipolilo, fou també fallida. Molts efectius es van veure obligats a traslladar-se a Botswana i altres van haver de retirar-se a Zàmbia després de trobar dificultats considerables, particularment la manca de bases entre la població.
Després de la fallida de les campanyes de Wankie and Sipolilo, Chris Hani i 6 altres comandants del MK que havien participat i sobreviscut en les campanyes guerrilleres, emergint com a nous líders del moviment, feren arribar al lideratge de l'ANC un memoràndum, conegut com el Memoràndum Hani, molt crític amb el Consell Executiu Nacional de l'ANC i la direcció empresa per l'MK per Joe Modise i al desconnexió del conjunt del moviment amb la població des de la caiguda de la direcció de Rivonia. El 1969, el MK redefiní la seva estratègia militar en la conferència de Morogoro (Tanzània). L'ANC va prendre la decisió de canviar l'enfocament d'enviar grups armats de quadres al país per provocar la guerra de guerrilles de tipus rural i, en canvi, va emfatitzar que calia un període de reconstrucció política dins del país, necessari ja que el desenvolupament amb èxit de la lluita armada depenia de la mobilització política i forta d'estructures clandestines.
La lluita militar es considerava que només formava part i es guiava d'una estratègia política més àmplia per garantir que la batalla contra l'apartheid es pogués lluitar en tots els fronts possibles, i no només un exèrcit o guerrilla sinó tots els oprimits per l'apartheid: "Quan parlem de lluita armada revolucionària, estem parlant de lluita política mitjançant mitjans que inclouen l'ús de la força militar (...) És important remarcar-ho perquè el nostre moviment ha de rebutjar totes les manifestacions del militarisme que separa la lluita dels pobles armats de la seva context polític", declarava l'MK en els seu document d'Estratègia i Tàctiques, que també donava molta importància a la lluita en l'àmbit internacional.

### 1969-1979 del sabotatge a la guerra de guerrilles
En aquesta etapa MK centrarà els seus objectius en : 
- Infraestructures econòmiques: això va comportar atacs a subministraments de combustible, la vida vital de l'economia; la xarxa elèctrica sense la qual cap país modern desenvolupat pot funcionar i la xarxa estratègica de carreteres, ferrocarrils i comunicacions essencial per al comerç.
- Els objectius militars incloïen la SADF i les forces policials paramilitars.
- Infraestructura política i de l'Estat, que incloïa totes les instal·lacions governamentals i el personal implicat en l'administració de l'estat de l'apartheid.

El 1975, instal·la els seus camps de base a Angola on col·laborarà amb l'MPLA i les forces internacionalistes cubanes i s'enfrontarà a UNITA, que rebia el suport del govern sudafricà de l'apartheid i els Estats Units d'Amèrica.
Després de les protestes de Soweto el 1976, amb la brutal repressió de les forces de l'estat que causaren una massacre d'estudiants i un aixecament generalitzat als suburbis de diverses localitats, MK va rebre el reforç de nombrosos nous reclutes que es van incorporar al batalló del 16 de juny. Les accions de sabotatge, més o menys dirigides, van començar llavors a desenvolupar-se més intensivament a Sud-àfrica contra les infraestructures civils i militars. A partir de 1977, per primera vegada, causaven la mort d'alguns civils per part de les seves forces de forma no premeditada, de vegades en el moment d'intercanvis de trets amb les forces de policia i l'exèrcit, els quals continuaven matant civils ininterrompudament com havien fet sempre.
Es va establir un quarter general del MK, encapçalat per Joe Modise i Joe Slovo, que estava per sota del consell revolucionari de l'ANC encapçalat per Oliver Tambo. Després de l'aixecament de Soweto, el 1978 es va enviar al país l'operació G5 per realitzar atacs a les comissaries de policia. Va ser comandada per Siphiwe Nyanda; Les estacions atacades incloïen Moroka, Orlando i Booysens.
Entre 1976 i 1979 es va produir una gran escalada de les accions armades: es van produir unes 37 accions armades entre el juny del 1976 i el final del 1978. Es van sabotear les línies ferroviàries, es van atacar estacions de policia i es van bombardejar les oficines de l'Administració Bantu. La batalla es va traslladar lentament però sostinguda a un escenari d'atac a l'enemic i MK havia passat de concentrar-se només en operacions de sabotatge fins a arribar als primers estadis de la guerra de guerrilles.

### 1979-1990 guerra de guerrilles i guerra del poble
El 1979, el president de l'ANC Oliver Tambo, a demanda del Consell Executiu Nacional, formà una unitat especial per atacar objectius estratègics clau: operacions espectaculars que afectarien durament l'economia i havien d'inspirar la majoria oprimida. La unitat informaria directament Tambo; qui autoritzaria aquests atacs i n'assumiria la responsabilitat política. Així es va acordar es formà el primer Comandament d'Operacions Especials, format per Joe Slovo, Montso Mokgabudi i Aboobaker Ismail.
Es van seleccionar els objectius d'acord amb les polítiques polítiques del moviment, i la planificació de les operacions va ser el més acurada possible. Sempre que era possible, es va realitzar un reconeixement final just abans d'un atac per assegurar-se que no s'havien canviat les condicions: es tractava de garantir reduir al màxim la pèrdua de vides civil. Un altre aspecte de tota la planificació era assegurar-se que els quadres havien planejat la retirada segura després dels atacs i que disposaven dels recursos necessaris per fer-ho.
El 1981, l'ANC va signar els protocols de Ginebra i van dir que si capturaven algun soldat enemic els tractarien com a presoner de guerra.
Inicialment els objectius es limitaven a les refineries de petroli, els dipòsits de combustible, la central nuclear de Koeberg i objectius militars com ara la base de Voortrekkerhoogte. Però a partir del creixement dels atacs cada cop més indiscriminats als estats veïns i la viciositat dels atacs a civils sud-africans per part de les forces de seguretat, el Comandament d'Operacions Especials va decidir atacar personal militar (fins aleshores només s'havien atacat edificis, resultant víctimes en casos d'enfrontaments no desitjats). Això es va traduir en operacions com el cotxe bomba al quarter social sudafricà de Pretòria. L'escalada continua fins al punt que el 1981, MK organitzà amb èxit no menys de 90 sabotatges sobre blancs industrials o militars. Foren 150 entre 1979 i 1982- Creixen les accions també contra agents de les forces armades i policials. A més de les accions dels comandament d'Operacions especials, les unitats guerrilleres intensificaren els seus atacs des de Botswana, Lesotho, Swaziland i Zimbabwe. L'exèrcit sud-africà intensifica llavors el bombardeig dels camps de MK, de Botswana fins a Tanzània. Així com l'atac a membres de l'ANC arreu del món mitjançant esquadrons de la mort.
A mitjans de 1983, El Quarter general de l'MK va elaborar un document de discussió "Planificant la Guerra del Poble" que plantejava superar de l'enfocament de 1979 per avançar cap a la guerra del poble o guerra popular, definida com la guerra en què un exèrcit d'alliberament arrela entre el poble que progressivament participa més activament en la lluita armada tant en l'àmbit polític com militar, inclosa la possibilitat d'efectuar un aixecament parcial o general. Entre les conclusions es trobava que l'ANC hauria de continuar portant a terme i fins i tot escalar aquelles accions que havien tingut un paper important en l'estimul de l'activitat política, la resistència massiva i l'organització de masses, però que hi hauria d'haver més concentració en enfrontar-se amb la policia i l'exèrcit. Es va plantejar el concepte de possibles futures zones alliberades dins del país, però les capacitats de l'organització eren lluny de poder dur a terme plans a aquesta escala. A més MK i l'ANC prioritzaren sempre mantenir un control sobre la distribució d'armament només als quadres entrenats i formats políticament, evitant que caigués en mans de la població irada per la repressió estatal, per tal d'impedir un esclat de violència civil i una escalada de revenges i violència incontrolable.
Segons declararien anys més tard els dirigents de l'MK en els informes de la Comissió per a la Veritat i la Reconicliació "El repte constant amb què es van enfrontar ANC i MK va ser com canalitzar la ira popular sobre el terreny per assegurar-se que la perspectiva estratègica d'una societat democràtica i no racial no es sacrifiqués a causa d'accions ràpides, dramàtiques i equivocades". En contrast amb aquest enfocament altament disciplinat i restringit a l'ús de la violència, el règim sud-africà va cometre atrocitats contra objectius civils dins i fora del país, incloent suport als esforços bèl·lics de les forces armades com l'UNITA a Angola i Renamo a Moçambic, incursions massives contra el que descrivien com seus de l'ANC i MK estats veïns. Les forces armades sudafricanes feren matances com les de Maseru (1982) i Gaborone (1985), Lusaka (1987), Matola (1991) Harare i Bulawayo, per citar alguns exemples. Moltes víctimes en aquestes operacions no tenien cap relació amb l'ANC i van ser nacionals dels països veïns. El govern no va fer cap distinció entre objectius "durs" i "tous": entre els combatents del MK i els refugiats sense armes i civils. Oliver Tambo denuncià que mentre que l'ANC i el MK no consideraven mai que els civils fossin enemics, i intentaven evitar tot dany a civils, el govern sudafricà presumia d'aquestes operacions amb centenars de víctimes civils mostrant que per a ells, qualsevol africà era un enemic.
El 1985 membres del Congrés americà sostinguts per membres de l'administració de Ronald Reagan, que seguia donant suport al règim racista de l'Apartheid a Sud-âfrica, demanaren que l'ANC i MK fossin considerades com organitzacions "terroristes", designació que duraria fins a mitjan anys 1990.
A mitjans dels anys 1980s les organitzacions cíviques i comunitàries i els sindicats estaven implicades en intenses lluites. Les operacions de MK havien augmentar bruscament, la majoria de les quals ja eren realitzades per unitats formals dins de Sud Àfrica, moltes de les quals recolzades i acollides per cèl·lules polítiques clandestines.
El juny de 1985 tingué lloc la conferència de l'ANC a Kabwe (Zàmbia), el dia abans que comencés, forces del govern sudafricà van atacar Gaborone (Botswana), causant 12 morts (5 membres polítics de l'ANC -cap d'ells de l'MK- i 7 civils, entre ells diverses criatures). La Resolució 568 del Consell de Seguretat de les Nacions Unides, condemnaria poc després l'atac del règim sud-africà. En la conferència l'ANC mantingué la política de restringir els objectius legítims de la violència a membres de l'Exèrcit i policies, insistia però que el focus de les operacions armades havia de canviar i la lluita havia de sortir dels de les barriades negres i arribar cap a les zones blanques, evitant en el possible víctimes civils però intensificant l'atac a personal enemic.
Els objectius es van identificar de la manera següent: l'exèrcit racista, la policia, els esquadrons de la morts, els agents i els espies entre el poble i la crida a portar la guerra a les zones blanques, que es definí de la manera següent: 
- "Reforçar les organitzacions de treballadors i participar en accions unides a les fàbriques, mines, granges i suburbis
- Difondre el boicot al consum a totes les zones del país
- Manifestacions organitzades i ben planificades als suburbis blancs i als districtes comercials centrals.
- Formar unitats clandestines i grups de combat als nostres llocs de treball i emprendre accions com el sabotatge a les fàbriques, mines, granges i suburbis i interrompre el petroli, l'energia, el transport, les comunicacions i altres sistemes vitals.
- Atacs sistemàtics contra l'exèrcit i la policia i les anomenades unitats de defensa a les zones blanques.
- Incursions ben planificades sobre les armeries i els arsenals de l'exèrcit, la policia, els agricultors, etc. per assegurar armes per a les nostres unitats."

En resposta a la creixent ingovernabilitat, protestes, desobediència massiva, aïllament internacional i lluita a tots els nivells contra l'apartheid, el període comprès entre el 1985 i el 1988 va ser testimoni de violències sense precedents, sobretot contra civils negres, amb un règim que lluitava per recuperar la iniciativa estratègica que havia perdut. Matances com les de Mamelodi, Uitenhage o Queenstown provocaren algunes accions de revenja que la direcció de l'ANC no aprovà, com l'atac al centre comercial d'Amamzoti.
El 1987, l'MK decidí deixar d'usar mines antitanc degut al gran nombre de víctimes civils, no intencionades, que podien causar.
El 1987, Joe Slovo deixa el lloc de cap d'estat major de MK a Chris Hani. A partir de 1988, s'advoca per la intensificació de la lluita armada mentre que aquesta és qüestionada per Thabo Mbeki, partidari del diàleg amb el govern de Pretòria considerant que les accions de sabotatge i els atemptats havien estat poc concloents per a fer evolucionar la política del govern i no havien fet més que reforçar la repressió. L'ANC mantindrà la lluita armada durant tot el procés fins al final de les negociacions que garantissin la fi de l'Apartheid, posició compartida tant per Nelson Mandela com per Oliver Tambo.
A finals dels anys 1980s mitjançant l'Operació Vulindlela (o Operació Vula): MK i l'ANC aconsegueixen establir una xarxa clandestina efectiva a Sud Àfrica mitjançant sistemes de comunicacions xifrats i la introducció de quadres destacats i armament pe preparar una insurrecció mitjançant la creació d'unitats d'autodefensa (SDU) en nombroses localitats. L'Operació Vula començà el 1986 i s'allargà paral·lelament a les converses de pau fins a 1991. L'Operació fou aprovada el 1986 per la direcció de l'ANC, dirigida per Oliver Tambo, Joe Slovo Cris Hani des de l'exili i a l'interior quadres com Ronnie Kasrils, Mac Maharaj, Siphiwe Nyanda, Archie Abrahams, Janet Love o Solly Shoke.
El 1987, Joe Slovo deixa el lloc de cap d'estat major de MK a Chris Hani. A partir de 1988, s'advoca per la intensificació de la lluita armada mentre que aquesta és qüestionada per Thabo Mbeki, que considera que les accions de sabotatge i els atemptats havien estat poc concloents per a fer evolucionar la política del govern i no havien fet més que reforçar la repressió. Tanmateix, L'ANC mantindrà la lluita armada durant tot el procés de negociacions, posició compartida tant per Nelson Mandela com per Oliver Tambo. Les posicions de Mbeki, en una posició diplomàtica i no implicat en la lluita clandestina, eren poc compartides al si de l'ANC.
L'agost de 1988, el Consell Executiu Nacional de l'ANC va emetre una declaració específicament sobre la conducta de la lluita armada al país: 
"El CEN reafirma encara més la centralitat de la lluita armada en la revolució democràtica nacional i la necessitat d'escalar més les accions armades i transformar la nostra ofensiva en una guerra del poble generalitzada. (...) Tot i això, el CEN també manifesta preocupació per recents atacs contra objectius civils Alguns d'aquests atacs han estat realitzats per quadres de l'exèrcit dels poble, Umkhonto we Sizwe, inspirats en la ira en la campanya de terrorisme del règim contra els oprimits i les forces democràtiques, tant dins com fora de Sud-àfrica. En determinats casos, les circumstàncies operatives van provocar víctimes no desitjades." L'ANC denunciava igualment alguns atemptats falsament atribuïts al MK: "Tot i així, s'ha notat que els agents del règim de Pretòria han estat detallats per dur a terme diversos atacs amb bombes intencionadament per sembrar confusió entre la gent de Sud-àfrica i la comunitat internacional i per desacreditar el Congrés Nacional Africà".
Anys més tard, Paul Erasmus, membre de la branca de seguretat de la policia de Sud Àfrica encarregada de treballar amb stratkom (comunicacions estratègiques), va declarar que diverses de les "bombes lapa" que van esclatar al centre de Johannesburg a finals dels anys 1980, de les quals es va culpar l'ANC, van ser plantades per agents de seguretat i la policia per desacreditar l'ANC.

### Post 1990: Suspensió de les operacions armades
El desembre de 1990 molts quadres i dirigents de l'MK i l'ANC tornaren de l'exili per participar en la Conferència Consultiva per encarar el procés polític de transició democràtica i en les negociacions. Els acords de Groote Schuur del 4 Maig 1990 i de Pretoria el 6 d'agost de 1990 establiren les bases per al futur amb la fi de l'apartheid i en conseqüència l'Umkhonto we Sizwe anuncià la suspensió de les accions armades l'agost 1990. Si bé continuà entrenant i mantenint les seves estructures de combat, i col·laboraren amb les forces d'autodefensa sorgides durant l'etapa d'atacs de forces com l'Inkhata Freedom Party o els supremacistes afrikaners contra les bases i simpatitzants de l'ANC, atacs tolerats pel règim després que l'MK anuncies l'alto el foc, durant la transició. L'ANC denuncià que els atacs pretenien demostrar que la majoria negra no era capaç de governar ni controlar el país, i eren una provocació per causar una guerra civil coma pretext per mantenir les estructures repressives de l'Estat. Tanmateix, l'MK no caigué en les provocació i tampoc no es desmobilitzà fins que finalment s'integrarien a les forces armades del nou règim post-apartheid.
Les negociacions finals no foren fàcils, i la qüestió de les unitats d'autodefensa, del control de l'armament i la integració i desmobilització de combatents no es resolgueren fins a posteriors converses bilaterals entre la direcció de l'MK i L'Exèrcit Sudafricà (SADF). El desembre de 1993, MK va celebrar la seva desfilada final. Després de les eleccions, el maig de 1994, havia de començar la integració de tots els membres de totes les forces armades en unes noves SANDF.
A partir de 1994, el primer govern sud-africà de l'era postapartheid va procedir a la unificació de totes les organitzacions para-militars dels antics moviments de guerrilla (MK, armada d'alliberament popular de l'Azanie-APLA) sota una autoritat comuna per incorporació d'aquestes al si de la nova força nacional de defensa sud-africana (SANDF) o per la desmobilització d'aquells que no volien o eren declarats no aptes per servir en el nou exèrcit. Aquest procés va implicar 85.000 soldats i 20.000 civils de la força de defensa sud-africana (SADF), 28.000 membres civils o militars de MK, 6.000 combatents de l'APLA, 11 000 soldats dels exèrcits dels antics bantustans. El 1998, 16% dels soldats de l'exèrcit nacional sud-africà havia sortit de les files de MK (prop de 12 mil persones) i 53% de l'antiga SADF.
A partir de 1995, els responsables de MK, igual que els de les altres forces combatents durant l'era de l'Apartheid van testimoniar davant la comissió de la veritat i la reconciliació per explicar-se no només sobre els atemptats comesos en el seu nom sinó també sobre les purgues practicades als seus camps de formació. Una Amnistia fou garantida a tots els excombatents.
L'associació Umkhonto we Sizwe Military Veterans Association (MKMVA) aplega els antics combatents.
Exmembres destacats de MK han format part de l'exèrcit des d'aleshores, inclosos caps de l'estat major i de les forces armades com Siphiwe Nyanda, Gilbert Ramano, Thabiso Mokhosi, Solly Shoke o Lindile Yam.

## Accions notables de l'MK
MK va ser responsable de diverses accions simbòliques, sobretot dels sabotatges contra infraestructures civils, industrials o militars, comportant de vegades la mort de civils (a partir de 1977) però també d'atemptats, més mortífers, comesos sobretot al començament dels anys 1980. Les seves accions més espectaculars van ser:
- l'atemptat contra el complex de refinament del grup Sasol el 1979
- la seva «temptativa» de sabotatge de la central nuclear de Koeberg, prop del Cap, el gener del 1982
- l'atemptat de Church street a Pretòria el 20 de maig de 1983 (19 persones mortes, 217 ferides)
- l'atemptat amb cotxe bomba el 14 de juny 1986 a Durban davant el Magoo's Bar (3 morts, 69 ferits).
- l'atemptat contra el tribunal de Johannesburg el 1987 (3 morts, 10 ferits)
- l'atemptat contra el banc Standard de Roodepoort el 1988 (6 persones mortes, 18 ferides)

L'ANC et MK han reconegut igualment la seva responsabilitat en l'atemptat d'Amanzimtoti per Nadal de 1985 (5 morts, 40 ferits) i en la mort d'una família de turistes afrikaners prop de Messina el desembre de 1985 en el marc d'una campanya que va fer 23 morts entre 1985 i 1987 a les zones rurals del nord i de l'est del Transvaal.
MK va participar igualment en accions militars a l'estranger contra les forces sud-africanes sobretot a partir de 1967 a Rhodèsia del Sud al costat de la guerrilla de la ZAPU, el 1988 en el moment de la batalla de Cuito Cuanavale al costat de les forces cubanes i angoleses o a Moçambic al costat de les forces del FRELIMO contra els rebels de la RENAMO.